# 井川絵美
井川 絵美（いがわ えみ、1980年2月29日 - ）は、日本の女性タレント、ラジオDJである。北海道小樽市生まれ。

## 略歴・人物
- 2000年、バラエティ番組『ワンダフル』（TBS）に第4期ワンギャルのリーダーとしてレギュラー出演。その後はタレントやラジオDJとして活動。
- 2007年3月1日、ラジオ番組『YAMAMAN presents MUSIC SALAD FROM U-kari STUDIO』（bayfm）で結婚を報告。夫はプロサッカー選手の藤田義明（ジェフユナイテッド千葉→大分トリニータ→ジュビロ磐田）。
- 2008年5月16日、女児を出産[2]。その後2012年7月14日、第二子となる男児を出産[3]。
- 3歳上の兄がいる[4]。
- 写真家の岡田敦は中学・高校時代の同級生である[5]。

## 出演

### テレビ番組
- ワンダフル（2000年10月2日 - 2001年9月27日、TBS） - 第4期ワンギャル
- れじゃぐる2（2007年、大分朝日放送） - 「名湯ひとり旅」リポーター
- Soleいいね!（2016年4月 - 、SBSテレビ） - リポーター

### ラジオ
- BAY LINE 7300（2002年4月10日 - 2007年3月28日、bayfm）
- YAMAMAN presents MUSIC SALAD FROM U-kari STUDIO（2005年10月 - 2007年3月、bayfm）
- FLY!DAY TRIPPER〜FROM SKY GATE〜（2006年7月7日 - 2007年3月30日、bayfm） - 「TRIP2」リポーター
- Radio Cruising（2009年9月1日 - 2011年1月25日、FM大分）
- GOGOワイド 勝山康晴のらぶらじ（2015年2月27日 - 2016年3月25日、SBSラジオ）[6]
- 磐田市情報館発!磐田情報局（SBSラジオ）
- Melange Samedi（FM Haro!）

## 作品

### 写真集
- chamomile（2001年9月20日、アクアハウス）
- いちごいちえみ（2006年12月4日、彩文館出版）

### DVD
- GOLD STORM（2001年9月20日、アクアハウス）